# دوریس دورانتی
دوریس دورانتی (انگلیسی: Doris Duranti؛ ‏ زاده ۲۵ آوریل ۱۹۱۷ – درگذشته ۱۰ مارس ۱۹۹۵) بازیگر اهل ایتالیا بود.
از فیلم‌ها یا برنامه‌های تلویزیونی که وی در آن نقش داشته‌است، می‌توان به حوری آسمانی، دبران، رستاخیز اشاره کرد.